# Danske træer
Forekomsten i Danmark af træer og skov er betinget af 3 primære forhold
- Relativt gode jorder, men med middel til lavt mineralindhold bortset fra kalk
- Relativt høj mængde nedbør
- Tempereret klima

Ud over disse forhold er diversiteten bl.a. bestemt af, at kun relativt få arter af træer overlevede sidste istid i Europa - langt færre end i Nordamerika og Asien.
Klimaet er defineret af, at Danmark ligger ret nordligt, men også tæt på Golfstrømmen

## Træernes indvandring i Danmark
Allerede kort efter istiden, i bøllingtid og ældre dryas fra ca. 12.800 – 11.800 f.Kr., indvandrede de første træer. Det var pionerarter som dun-birk, almindelig røn og forskellige arter af pil. Senere, i præboreal tid fra ca. 9.300-7.900 f.Kr., kommer skovfyr og lind til, arter som også er ganske hårdføre. Det er træer, vi stadig finder i Danmark i dag, men også kender fra nordligere breddegrader i resten af Skandinavien. De er i dag ofte henvist til de lidt (eller meget) dårligere jorde, f.eks. sandet, sur eller meget våd jord.
Ca. 7.000 f.kr. startede den atlantiske varmetid, hvor klimaet var varmere end i dag. Nu indvandrede de store løvtræer som skov-elm, eg og ask og Danmark blev dækket af klimaks-urskov fra kyst til kyst, en tæt mørk skov med ringe vegetation i skovbunden. Endelig indvandrede almindelig bøg som det sidste af vore almindelige træer, da varmetiden sluttede omkring 500 f.Kr. Istiden præger dog stadig landskabet. Fx vokser der i Norge kun 50 af alle Jordens omkring 60.000 ulige arter træer - mens Korea på samme breddegrad har 300-400. Korea havde ingen istid.
I dag vokser der omkring 1 milliard træer i Danmark. Mest udbredt er bøg og rødgran.

## Træer der forekommer naturligt i Danmark
Selvom dyrkede nåletræer i dag udgør over 50% af det danske skovareal, er kun tre arter af nåletræ hjemmehørende i Danmark: skovfyr (Pinus sylvestris), Almindelig taks (Taxus baccata) og Almindelig ene (Juniperus communis), og de sidste to ses oftest som buske eller små træer. De forekomster af skovfyr, der findes i Danmark i dag, stammer dog ikke fra den oprindelige bestand, da skovfyr blev udryddet i Danmark i slutningen af middelalderen - muligvis med undtagelse af en mindre bestand på Læsø, og måske kun ét enkelt træ, den såkaldte "Bangsbo-fyr".. Nuværende forekomster er efterkommere af bestande i Norge, Skotland og det nordlige Polen.
De naturligt hjemmehørende løvtræer i Danmark hører til 2 forskellige biomer: Den nordlige skandinaviske skov, også kaldet Taiga eller boreal nåleskov, som i Skandinavien har sin sydgrænse i Danmark, og tempereret løvfældende skov, som strækker sig fra Danmark og Sydsverige sydpå til Alperne.
Træerne, der hører til taigaen, findes typisk på de dårligere jorde. Det er repræsentanter for de mange nøjsomme pionerarter, som indvandrede kort efter slutningen af sidste istid; arter af vorte-birk (Betula pendula), dun-birk (Betula pubescens), almindelig røn (Sorbus aucuparia), bævre-asp (Populus tremula), grå-el (Alnus incana) og pil. Disse ses også på våde jorde, og i moser ses ofte rød-el (Alnus glutinosa). Disse træer dyrkes kun sjældent og ses derfor normalt ikke i menneskeskabte skove (som er de fleste). Disse træer er lystræer, der vokser i ret åbne bestande med rig bevoksning i underskoven.
Træerne, der hører til tempereret løvfældende skov, ses derimod ofte i store, ensartede skovbevoksninger, da mange af dem giver fint tømmer. Disse indvandrede typisk omkring begyndelsen af den atlantiske varmetid, der startede ca. 7.000 f.Kr. Der er tale om arter af stilk-eg (Quercus robur), vinter-eg (Quercus petraea), bøg (Fagus sylvatica), skov-elm (Ulmus glabra), småbladet elm (Ulmus minor), navr (Acer campestre), almindelig ask (Fraxinus excelsior) og almindelig avnbøg (Carpinus betulus). Blandt disse store løvtræer skal også nævnes småbladet lind (Tilia cordata), selv om den invdndrede tidligere. Disse træer er mere eller mindre skyggetræer, men danner i alle tilfælde - hvis de får lov at stå længe nok - klimaks-urskov fra kyst til kyst, en tæt mørk skov med ringe vegetation i skovbunden.
Ær antages almindeligvis at være indført i Danmark af skovrider von Langen. Nye undersøgelser viser dog, at arten er hjemmehørende i Sydjylland, på Sydfyn, Lolland-Falster og i Sydsjælland. Der findes vidnesbyrd om Ær i en hel del gamle stednavne, bl.a. Ærskov, Ærhave, Ærholt og Ærfælde – der har med skov eller skovrydning at gøre; de er formentlig fra før 1300. Navnet Ærø indeholder sandsynligvis også mindelser om Ær. Og der er kulturhistoriske vidnesbyrd om, at Ær har været brugt til træskoskæring på Ærø i ældre tider.
Endelig forekommer i Danmark en række frugttræer og træer, der sætter bær, som dog langt fra alle er spiselige. Disse er indvandret hen ad vejen: Abild (vildæble), almindelig pære, slåen, almindelig hæg og tjørn. Desuden forekommer hassel der sætter spiselige nødder og kristtorn der er det eneste stedsegrønne løvtræ i Danmark - størrelsesmæssigt er kristtorn dog oftest en busk.

## Træer der forekommer forvildet i Danmark
De forekommer i stort tal. Det er dog ikke helt entydigt, hvornår et træ kan betragtes som hjemmehørende, da det kan være svært at bevise, om f.eks. en bronzealdermand har haft frø fra et træ med i lommen - eller de er kommet med en fugl. Se f.eks. herover om ær, som man i mange år antog var indført.
Træer og andre planter er blevet indført af menneskene i årtusinder, omend det især tog fart i forbindelse med landbrugets indførelse og senere munkenes anlæg af klosterhaver i middelalderen. For træer kan man her antage en fast lav tilgang indtil starten af 1700-tallet, hvor Danmarks skovareal var reduceret til under 5%, og kronen og befolkningen begyndte at mangle træ, både til brænde, husbygning - og ikke mindst krigsskibe. Derfor indkaldte kongen flere, oftest tyske, forstkandidater, herunder fornævnte von Langen, som tilførte de danske skove en lang række nye træer indenfor en periode på bare 100 år. Der var i høj grad tale om træer fra Nordamerika, hvor man har et lignende klima, og hvor en lang række nye, hurtigt voksende træer var blevet kendt i løbet af 1600-tallet. Disse træer indgår i høj grad i det moderne skovbrug i dag, og mange er forvildet. Ahorn/Ær har spredt sig så meget fra indførte beplantninger, at den ligefrem kaldes "von Langens fodspor" og optræder i dag flere steder som invasiv art.
En meget væsentlig del af disse er nåletræer:
- Rød-Gran (Picea abies) dyrkes for tømmer til rafter, brænde, blindtræ og som juletræ - almindelig forvildet
- Sitka-Gran (Picea sitchensis) bruges som lætræ for andre nåletræ-arter da det er uhyre vindført
- Almindelig Ædelgran (Abies alba) dyrkes for tømmer i store dimensioner - almindelig forvildet
- Nordmannsgran (Abies nordmanniana) dyrkes som juletræ og for pyntegrønt
- Sølv-Gran (Abies procera) dyrkes for pyntegrønt
- Grøn Douglasgran (Pseudotsuga menziesii) dyrkes for tømmer i store dimensioner
- Europæisk Lærk (Larix decidua) - almindelig forvildet
- Bjerg-Fyr (Pinus mugo) dyrkes som lætræ på ringe jorde - almindelig forvildet
- Kæmpe-Thuja (Thuja plicata)
- Ædelcypres (Chamaecyparis lawsoniana)

Og desuden er der enkelte Løvtræer som er indført i løbet af de sidste 1000 år og har forvildet sig:
- Rød-Eg (Quercus rubra)
- Spids-Løn (Acer platanoides)
- Hestekastanje (Aesculus hippocastanum)
- Fuglekirsebær (Prunus avium)
- Grå-Poppel (Populus x canescens)
- Sølv-Poppel (Populus alba)

## Have og parktræer
Udover ovennævnte hjemmehørende og forvildede træer findes der en meget lang række træer, der dyrkes i haver og parker og hist og her i specialiseret skovbrug. Der er tale om træer, som trives godt eller rimeligt i vores klima, men som ikke forvildes af en eller flere grunde:
- Der er for koldt, i hvert fald en del af året, til, at cyklussen med blomstring, bestøvning, frøsætning, frømodning og spiring kan fuldføres
- Blomsterne kan af en eller anden grund (ud over kulde) ikke bestøves, f.eks. grundet fravær af bestemte insekter
- Selvom frøene modnes, kan de ikke spredes eller spire, f.eks. pga. jordbundsforhold

Sådanne træer kommer typisk fra lavlandet i Nordamerika, Sydamerika eller Kina med klimaforhold, der ligner Danmarks, eller fra bjergegne i varmere områder.
Herunder en liste over sådanne træer omfattende de mere almindeligt sete arter:
Nåletræer:
Atlas-Ceder (Cedrus atlantica),
Himalaya-Ceder (Cedrus deodara),
Østamerikansk Hemlock (Tsuga canadensis),
Vestamerikansk Hemlock (Tsuga heterophylla),
Kryptomerie (Cryptomeria japonica),
Mammuttræ (Sequoiadendron giganteum),
Sumpcypres (Taxodium distichum),
Vandgran (Metasequoia glyptostroboides),
Tempeltræ (Gingko biloba),
Søjle-Gran (Picea omorika),
Japansk lærk (Larix kaempferi),
Østrigsk Fyr (Pinus nigra),
Bjerg-Fyr (Pinus mugo),
Nutkacypres (Chamaecyparis nootkatensis),
Koreansk Ædelgran (Abies koreana),
Krybe-Fyr (Pinus pumila),
Hvid-Gran (Picea glauca,
Blå-Gran (Picea pungens),
Cembra-Fyr (Pinus cembra),
Weymouthfyr (Pinus strobus), Abetræ/Abernes skræk (Araucaria aracucana)
Løvtræer:
Ægte Kastanje (Castanea sativa),
Almindelig Valnød (Juglans regia),
Kaukasisk Vingevalnød (Pterocarya fraxinifolia),
Virginsk Ambratræ (Liquidambar styraciflua),
Duetræ (Davidia involucrata),
Bitter Hickory (Carya cordiformis),
Almindelig Hjertetræ (Cercidiphyllum japonicum),
Hjortetaktræ (Rhus typhina),
Almindelig Humlebøg (Ostrya carpinifolia)
Kejsertræ (Paulownia tomentosa),
Kinesertræ (Koelreuteria paniculata),
forskellige arter af Kornel,
forskellige arter af Magnolia,
Hvid Morbær (Morus alba),
Sort Morbær (Morus nigra),
Almindelig Platan (Platanus × hispanica),
Almindelig Robinie (Robinia pseudoacacia),
Antarktisk Sydbøg (Nothofagus antarctica),
Almindelig Tulipantræ (Liriodendron tulipifera)